# Storm (film fra 2009)
 For alternative betydninger, se Storm (flertydig). (Se også artikler, som begynder med Storm)
Storm er en familiefilm fra 2009. Den har Marcus Rønnov, Troels Lyby, Kirsten Lehfeldt, Mille Dinesen og Søren Malling i hovedrollerne. Den er instrueret af Giacomo Campeotto, og skrevet af Ib og Jørgen Kastrup. Den havde premiere den 2. oktober 2009.

## Handling
Freddie og hans far Bjørn bor alene efter morens bortgang. Freddie bliver mobbet i skolen af en bølle ved navn Mads og hans far, der er politimand, aner intet. Men da Freddie ser en hund blive mishandlet af dens ejer Simon, cykler han efter. Han døber den siden hen Storm. Han gør alt for at få Storm, men det er ikke let, da Simon er efter Freddie, og Mads er endnu mere ude efter Freddie. Han træner Storm som væddeløbshund sammen med hundetræneren Sofie, for de skal vinde over den højrøvede Claes Wamberg.

## Medvirkende

### Hovedroller
- Freddie – Marcus Rønnov
- Bjørn – Troels Lyby
- Fru Andersen – Kirsten Lehfeldt
- Sofie – Mille Dinesen
- Storm – Kenzo

#### Biroller
- Simon – Søren Malling
- Claes Wamberg – Gordon Kennedy
- Per – Jan Gintberg
- Peter – Flemming Sørensen
- Skoleinspektør – Niels Ellegaard
- Nyhedsoplæser – Jes Dorph-Petersen
- Væddeløbsspeaker – Peter Zhelder
- Anna – Frederikke Hjort Arentz
- Mads – Sebastian Solá-Gross Kristensen
- Lukas – Sebastian Nielsen
- Thor – Simon Maagaard Holm
- Helene – Laura Ulrich Kromann